# Mexicaanse roodscheenvogelspin
De Mexicaanse roodscheenvogelspin (Brachypelma emilia) is een spin, die behoort tot de Vogelspinnen. De spin komt voor in Mexico. De soort leeft vooral in halfwoestijnen in een temperatuur tussen 25 en 28 graden overdag en 's nachts tussen 18 en 22 graden Celsuis. Ze zijn, net als andere soorten uit het Brachypelma-geslacht, erg territoriaal ingesteld. Wanneer een indringer in dit territorium komt, zal de roodpootvogelspin de vreemde bezoeker eerst afschrikken door de gifkaken te laten zien en brandharen te strooien. Als dit niet werkt, zal de soort zeker bijten.

## Uiterlijke kenmerken
Het achterlijf is gewoonlijk bruin gekleurd met enkele rode haren (brandharen). De poten zijn zwart met enkele oranje-rode haren op het scheenbeen en de knie. Het kopborststuk is normaal gezien beige tot wit met een zwarte driehoek, die naar het abdomen wijst.

## Voedsel
Het voedsel van een vogelspin is vrijwel steeds hetzelfde. De Mexicaanse roodscheenvogelspin heeft onder andere rozenkeverlarven, volwassen krekels en sprinkhanen op het menu staan.

## Gedrag
De Mexicaanse roodscheenvogelspin strooit snel met brandharen als een ongewenst persoon of dier het territorium indringt. 

## Terrariumdier
De Mexicaanse roodscheenvogelspin zijn moeilijk te houden vanwege bovenbeschreven gedrag. Ook stellen ze hoge eisen aan de luchtvochtigheid. Deze mag in een terrarium niet onder de 55% gaan, want anders droogt de spin uit. Bij voorkeur is de luchtvochtigheid zo'n 75 tot 80%.